# 汾隰之戰
前710年，晉哀侯派軍隊入侵翼城以南的小邑陘廷的田地。次年（前709年），陘廷與曲沃武公在聯兵伐翼城，以自己的叔父韓萬駕戎車、梁弘為車右，追逐哀侯到汾河，大敗晉軍。是夜俘虜了晉哀侯。晉人立哀侯之子小子為君，是為晉小子侯。小子元年，曲沃武公派韓萬殺了晉哀侯。自此，曲沃變成強大，翼城再無法與之抗衡。